# Passage Sainte-Anne-Popincourt
Passage Sainte-Anne-Popincourt är en passage i Quartier Saint-Ambroise i Paris elfte arrondissement. Passagen är uppkallad efter en tidigare fastighetsägare. Passage Sainte-Anne-Popincourt börjar vid Rue Saint-Sabin 42 och slutar vid Boulevard Richard-Lenoir 43.

## Bilder
| - Gatuskylt. - Passage Sainte-Anne-Popincourt. |

## Omgivningar
- Saint-Ambroise
- Place Pasdeloup
- Passage des Primevères
- Impasse Saint-Sébastien
- Passage des Eaux-Vives
- Rue Pelée
- Rue Gaby-Sylvia
- Allée Verte

## Kommunikationer
- Tunnelbana – linje  – Richard-Lenoir
- Busshållplats Saint-Claude – Paris bussnät, linje 91

### Webbkällor
- ”Passage Sainte-Anne-Popincourt”. Mairie de Paris. https://web.archive.org/web/20190905053835/http://www.v2asp.paris.fr/commun/v2asp/v2/nomenclature_voies/Voieactu/9024.nom.htm. Läst 19 oktober 2022.
- ”Passage Sainte-Anne-Popincourt (11ème arrondissement)”. Les rues de Paris. https://web.archive.org/web/20200115035106/http://www.parisrues.com/rues11/paris-11-passage-sainte-anne-popincourt.html. Läst 19 oktober 2022.